# Glamour (revistă)
Glamour este o revistă pentru femei publicată de Condé Nast Publications. Fondată în 1939 în Statele Unite, inițial se numea Glamour of Hollywood.
Este publicată în ediții locale în numeroase țări, printre care Regatul Unit, Franța, Italia, Germania, Spania, Rusia, Grecia, Polonia, Africa de Sud, Brazilia, Ungaria, România, Bulgaria, Olanda, Mexic.
Ediția din România a fost lansată în noiembrie 2006 de compania Liberis Publications România, deținută de omul de afaceri grec Antonios Liberis.
Antonios Liberis este proprietarul unuia dintre cei doi mari jucători de pe piața de reviste a Greciei, și a mai lansat în România revista glossy pentru femei Avantaje, în octombrie 1995, care a fost prima revistă de acest gen din România.
În decembrie 2012, revista s-a lansat și în online, pe www.glamourmagazine.ro.